# Songs in the Key of Life
Songs in the Key of Life er det attende studiealbum af den amerikanske musiker Stevie Wonder. Albummet blev udgivet som et dobbeltalbum den 28. september 1976 igennem pladeselskabet Motown.
Albummet vandt en Grammy for årets album, og anses som en af de bedste album nogensinde. Rolling Stone rangerede albummet som nummer fire på deres liste over de 500 bedste album fra 2020 og Paste Magazine rangerede det som nummer et på deres liste over de bedste 300 album fra 2024.

## Spor
Alle sange skrevet og komponeret af Stevie Wonder med mindre andet er noteret. 
| Side 1 | Side 1                         | Side 1                   | Side 1 | Side 1 | Side 1 | Side 1 | Side 1 | Side 1 | Side 1 |
| #      | Titel                          | Tekst                    | Længde |        |        |        |        |        |        |
| ------ | ------------------------------ | ------------------------ | ------ | ------ | ------ | ------ | ------ | ------ | ------ |
| 1.     | "Love's in Need of Love Today" |                          | 7:06   |        |        |        |        |        |        |
| 2.     | "Have a Talk with God"         | Wonder • Calvin Hardaway | 2:42   |        |        |        |        |        |        |
| 3.     | "Village Ghetto Land"          | Wonder • Gary Byrd       | 3:25   |        |        |        |        |        |        |
| 4.     | "Contusion" (Instrumental)     |                          | 3:46   |        |        |        |        |        |        |
| 5.     | "Sir Duke"                     |                          | 3:52   |        |        |        |        |        |        |
| 20:51  |                                |                          |        |        |        |        |        |        |        |

| Side 2 | Side 2                  | Side 2 | Side 2 | Side 2 | Side 2 | Side 2 | Side 2 | Side 2 | Side 2 |
| #      | Titel                   | Længde |        |        |        |        |        |        |        |
| ------ | ----------------------- | ------ | ------ | ------ | ------ | ------ | ------ | ------ | ------ |
| 1.     | "I Wish"                | 4:12   |        |        |        |        |        |        |        |
| 2.     | "Knocks Me Off My Feet" | 3:36   |        |        |        |        |        |        |        |
| 3.     | "Pastime Paradise"      | 3:27   |        |        |        |        |        |        |        |
| 4.     | "Summer Soft"           | 4:14   |        |        |        |        |        |        |        |
| 5.     | "Ordinary Pain"         | 6:16   |        |        |        |        |        |        |        |
| 21:45  |                         |        |        |        |        |        |        |        |        |

| Side 3 | Side 3                | Side 3        | Side 3 | Side 3 | Side 3 | Side 3 | Side 3 | Side 3 | Side 3 |
| #      | Titel                 | Tekst         | Længde |        |        |        |        |        |        |
| ------ | --------------------- | ------------- | ------ | ------ | ------ | ------ | ------ | ------ | ------ |
| 1.     | "Isn't She Lovely"    |               | 6:34   |        |        |        |        |        |        |
| 2.     | "Joy Inside My Tears" |               | 6:30   |        |        |        |        |        |        |
| 3.     | "Black Man"           | Wonder • Byrd | 8:27   |        |        |        |        |        |        |
| 21:31  |                       |               |        |        |        |        |        |        |        |

| Side 4 | Side 4                                       | Side 4 | Side 4 | Side 4 | Side 4 | Side 4 | Side 4 | Side 4 | Side 4 |
| #      | Titel                                        | Længde |        |        |        |        |        |        |        |
| ------ | -------------------------------------------- | ------ | ------ | ------ | ------ | ------ | ------ | ------ | ------ |
| 1.     | "Ngiculela – Es Una Historia – I Am Singing" | 3:48   |        |        |        |        |        |        |        |
| 2.     | "If It's Magic"                              | 3:12   |        |        |        |        |        |        |        |
| 3.     | "As"                                         | 7:08   |        |        |        |        |        |        |        |
| 4.     | "Another Star"                               | 8:28   |        |        |        |        |        |        |        |
| 22:16  |                                              |        |        |        |        |        |        |        |        |

### A Something's ExtraEP
Den oprindelige LP udgivelse inkluderede en bonus EP med fire sange kaldet A Something's Extra, som siden er blevet inkluderet som bonussange på senere udgivelser.
| Side 1 | Side 1       | Side 1                    | Side 1 | Side 1 | Side 1 | Side 1 | Side 1 | Side 1 | Side 1 |
| #      | Titel        | Tekst                     | Længde |        |        |        |        |        |        |
| ------ | ------------ | ------------------------- | ------ | ------ | ------ | ------ | ------ | ------ | ------ |
| 1.     | "Saturn"     | Wonder • Michael Sembello | 4:54   |        |        |        |        |        |        |
| 2.     | "Ebony Eyes" |                           | 4:11   |        |        |        |        |        |        |
| 9:05   |              |                           |        |        |        |        |        |        |        |

| Side 2 | Side 2                                               | Side 2 | Side 2 | Side 2 | Side 2 | Side 2 | Side 2 | Side 2 | Side 2 |
| #      | Titel                                                | Længde |        |        |        |        |        |        |        |
| ------ | ---------------------------------------------------- | ------ | ------ | ------ | ------ | ------ | ------ | ------ | ------ |
| 1.     | "All Day Sucker"                                     | 5:06   |        |        |        |        |        |        |        |
| 2.     | "Easy Goin' Evening (My Mama's Call)" (Instrumental) | 3:55   |        |        |        |        |        |        |        |
| 9:01   |                                                      |        |        |        |        |        |        |        |        |

## Ekstern henvisninger
- Songs in the Key of Life på Allmusic
- Songs in the Key of Life på Discogs
- Songs in the Key of Life på MusicBrainz